# Толбот, Джон, 1-й виконт Лайл
Джон Толбот (англ. John Talbot; приблизительно 1426 — 17 июля 1453, при Кастийоне, Аквитания, Королевство Франция) — английский аристократ, 1-й барон Лайл с 1444 года, 1-й виконт Лайл с 1451 года, член Тайного совета. Участвовал в Столетней войне, погиб в битве при Кастийоне.

## Биография
Джон Толбот принадлежал к старинному баронскому роду. Он родился примерно в 1426 году в семье Джона Толбота, 1-го графа Шрусбери, знаменитого английского полководца времён Столетней войны, и его второй жены Маргарет Бошан. Имея старших единокровных братьев, Джон не мог претендовать на отцовское наследие, но благодаря матери у него были права на земли баронов Лайл. 26 июля 1444 года король Генрих VI пожаловал ему титул барона Лайла из Кингстон Лайл в Беркшире (к тому моменту Толбот уже был посвящён в рыцари). С 1449 года графиня Маргарет была одной из трёх наследниц обширных владений Бошанов, включавших поместья в Уэльсе, Валлийской марке, Глостершире, замок Беркли, и права на эти земли должны были перейти к Джону. В 1451 году последний получил титул виконта Лайла.
В 1453 года Толбот стал членом Тайного совета. Он получил приказ набрать подкрепления для английской армии в Аквитании, которой командовал его отец, и 5 марта погрузился на корабли с войском в 2325 человек; включая отряды баронов Молейнса и Камойса, воинский контингент сэра Джона насчитывал примерно три тысячи человек. В июле 1453 года объединённая английская армия двинулась на помощь замку Кастийон, осаждённому французами. 17 июля у стен замка произошло сражение, ставшее последней битвой Столетней войны. Англичане атаковали врага, превосходившего их числом, понесли огромные потери под артиллерийским обстрелом и были разгромлены. В схватке погибли и граф Шрусбери, и виконт Лайл. Согласно некоторым хроникам, граф, уже раненный и оставшийся без коня, умолял сына спастись бегством, но тот предпочёл смерть бесчестью.

## Семья и наследство
Сэр Джон был женат с 1443 года на Джоан Чеддер, дочери сэра Томаса Чеддера и вдове Ричарда Стаффорда. В этом браке родились:
- Элизабет (умерла в 1487), жена Эдуарда Грея[4];
- Томас (примерно 1449—1470), 2-й виконт Лайл[2][5];
- Маргарет (умерла в 1475)[2], жена сэра Джорджа де Вера, сына 12-го графа Оксфорда.

## В культуре
Виконт стал персонажем исторической хроники Уильяма Шекспира «Генрих VI, часть 1». В шестой сцене четвёртого акта этой пьесы он отказывается бежать с поля боя при Кастийоне и героически погибает.